# Il mambo degli orsi
Il mambo degli orsi (Two-Bear Mambo) è un romanzo noir di Joe R. Lansdale del 1995.
È il terzo romanzo che ha come protagonisti Hap Collins e Leonard Pine.

## Trama
La storia inizia con Leonard, "il Negro Più Furbo Del Mondo", che appicca il fuoco per la terza volta ai vicini di casa spacciatori. Per tenerli fuori di prigione, Marvin Hanson, tenente di polizia di LaBorde e loro amico, offre loro la libertà in cambio di un viaggio a Grovetown alla ricerca di Florida Grange, fidanzata di Hanson ed ex di Hap. Nonostante i due sappiano che la città è tacciata di essere razzista (di essere rimasta indietro nel tempo), decidono di aiutare il loro amico.
Florida si è recata a Grovetown per cercare di diventare famosa indagando su un suicidio in prigione di un giovane nero, di nome Bobby Joe Soothe, nipote di un famoso e talentuoso bluesman del passato. Ma sono giorni che non si fa più viva.
Arrivati in città i due si recano dallo sceriffo Cantuck, uomo di mezza età ammalato di orchite, con il quale si scontrano subito e vengono caldamente invitati a lasciare la città.
Il fatto che Hap vada in giro con un uomo di colore come Leonard e che con lui faccia domande su una donna nera suscita in città molta animosità verso i due. Durante le ricerche, fanno conoscenza con Tim, il benzinaio e il figlio dell'uomo che è il padrone della città, Jackson Brown. Tim si dimostra tra i pochi che non badano al colore della pelle di Leonard e aiuta i due a trovare una sistemazione presso la madre che affitta roulotte.
Quando tornano in città, Hap e Leonard fanno la conoscenza del padre di Tim e di tutto l'odio razzista di buona parte del paese. I due se la vedono proprio brutta ma vengono salvati dalla padrona del locale in cui vengono pestati a sangue.
Mentre i due vengono curati a casa di Bacon, il cuoco del locale del pestaggio, tramite Cantuck vengono a sapere che Hanson ha avuto un incidente ed è in coma. Sulla via del ritorno a casa, vengono aggrediti dagli appartenenti del Ku Klux Klan e la scampano ancora per un pelo, anche grazie a Cantuck che interviene per fermare i suoi animosi concittadini rimanendo ferito.
Dopo diversi giorni, Hap e Leonard tornano ancora una volta a Grovetown per risolvere il mistero della scomparsa di Florida. Vanno a far visita a Bacon, che è stato vessato dai militanti del Klan per averli aiutati, poi a Cantuck, che si è ripreso grazie ai soccorsi tempestivamente chiamati da Hap, quindi a Tim, ma da nessuno di loro ottengono delle informazioni utili.
Hap ipotizza che Florida abbia riesumato il corpo di Soothe con l'aiuto di Tim, di cui era diventata l'amante, e ne parla con quest'ultimo. Tim tituba, ma poi accetta di condurre Hap e Leonard al cimitero. La tomba di Soothe si scopre vuota, ma il benzinaio ne indica un'altra nella quale si trovano i corpi di Soothe e di Florida. Tim confessa di aver ucciso la donna dopo essersi accorto che era una manipolatrice, e di aver tradito Hap e Leonard informando il Klan durante la loro precedente permanenza a Grovetown. Vorrebbe seppellire Hap e Leonard nella stessa tomba, ma Hap riesce a divincolarsi da lui; Tim è poi travolto dall'onda di piena del fiume che, straripando, ha allagato il cimitero. Il corpo di Florida viene poi trovato impigliato a un albero e sepolto a LaBorde.

## Edizioni
- Joe R. Lansdale, Il mambo degli orsi, traduzione di Stefano Massaron, Collana Stile Libero Noir, Einaudi, 2001, ISBN 88-06-15184-3.
- Joe R. Lansdale, Hap & Leonard. Una stagione selvaggia; Mucho Mojo; Il mambo degli orsi, traduzione di Costanza Prinetti, Vittorio Curtoni, Stefano Massaron, Collana Super ET, Einaudi, 2014, ISBN 978-88-06-22055-6.
- Joe R. Lansdale, Il mambo degli orsi, traduzione di Stefano Massaron, Collana Super ET, Einaudi, 2018, ISBN 978-88-06-23883-4.